# 箕星太朗
箕星太朗（日语：／），日本自由職業設計師、漫畫家。男性。日本大阪府吹田市出身。
任職於科樂美數位娛樂時期以、「三野太郎」爲筆名活動。2015年2月15日退職後因科樂美擁有之前的筆名的版權，更改筆名爲箕星太朗。

## 作品

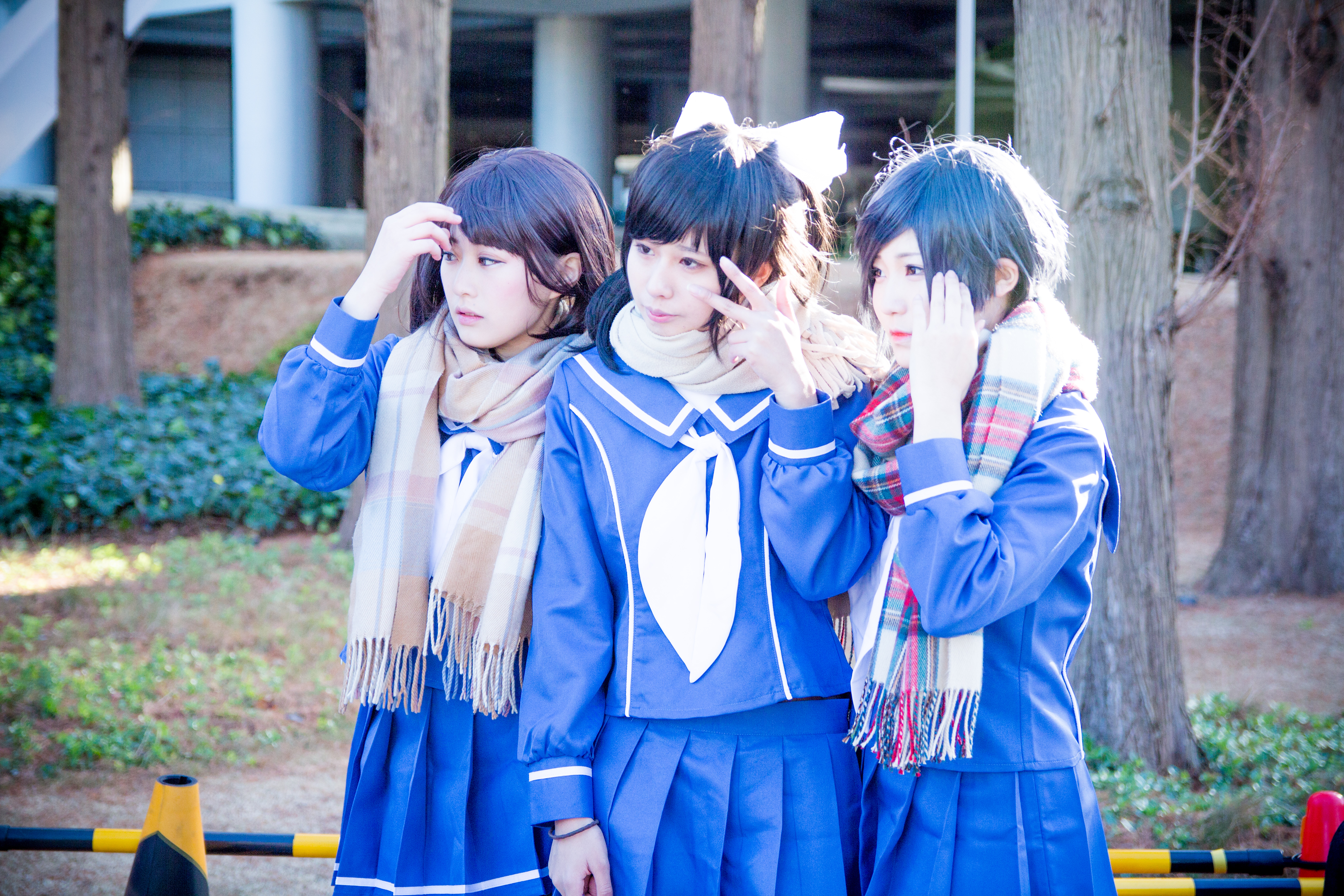
扮演成由箕星太朗设计的游戏《LovePlus》三位女主角的角色扮演者

### 科樂美數位娛樂時期
- 《心跳回憶ONLINE（日语：ときめきメモリアルONLINE）》角色設計
- 《火爆玫瑰》角色服裝設計
- 《心跳回忆 Girl's Side 1st Love》（NDS）角色靜畫、導演
- 《心跳回憶 Girl's Side 2nd Kiss》（NDS）角色靜畫
- 《LovePlus》系列角色設計
- 社交網絡遊戲《風雲！撫子Collection》（風雲！なでしこコレクション）角色設計

### 自由職業時期
- 《求生档案 -天空的彼端-》角色設計[1]
- 《Newtype》專欄《從箕星來的物體X》（箕星からの物体X）
- 《潛龍諜影V 幻痛》Paz Ortega Andrade的海報（遊戲內物品）插畫
- 《少年MAGAZINE EDGE（日语：少年マガジンエッジ）》連載《制服魯賓遜》（制服ロビンソン）
- 《方根書簡》策劃、角色設計
- 《GOD WARS～超越時空～（日语：GOD WARS 〜時をこえて〜）》角色設計
- 《女神巡禮（日语：めがみめぐり）》角色設計
- 《LoveR（日语：LoveR）》角色設計、插畫
- 令和三年度版中學英語教科書《NEW CROWN》角色設計
- 文英堂（日语：文英堂）《大学入試 新古文單語336（Sigma Best）》封面插畫
- YouTube頻道角色設計[2]

## 外部鏈接
- 箕星太朗官方網站 （页面存档备份，存于）
- 箕星太朗Twitter主頁 （页面存档备份，存于）